# فيمالا رامان
فيمالا رامان (بالإنجليزية: Vimala Raman)‏ هي ممثلة أسترالية، ولدت في 23 يناير 1980 بسيدني في أستراليا.

## وصلات خارجية
- فيمالا رامان على موقع IMDb (الإنجليزية)
- فيمالا رامان على موقع قاعدة بيانات الفيلم (الإنجليزية)